# Orhogbua
Orhogbua est le dix-septième oba du royaume du Bénin qui règne vers 1550 à 1578. Il est le fils d'Esigie et le petit-fils d'Ozolua. Orhogbua fait ses études dans une école coloniale portugaise et est baptisé catholique. Il est capable de communiquer en portugais, tant à l'oral qu'à l'écrit. Il établit un camp militaire sur l'île de Lagos, qui sert de lieu stratégique pour l'expansion de l'empire et le contrôle du commerce. Il introduit l'utilisation du sel de cuisine indigène au Bénin.

## Biographie

### Jeunesse et formation
Orhogbua naît à Edo. Il est le fils aîné d'Oba Esigie et de la reine Elaba, la deuxième Iyoba du palais inférieur d'Uselu. Il porte le nom de son grand-père paternel, Ozolua. Son père établit des relations diplomatiques et commerciales avec les Portugais qui côtoient les oba du Bénin depuis 1485, offrant à Orhogbua une proximité constante à la culture et à l'éducation portugaises. Son père l'envoie s'instruire dans une école coloniale portugaise où il apprend le portugais et se fait baptiser catholique. Il étudie ensuite les arts, les sciences et les techniques militaires européennes.

### Règne

#### Contexte
Orhogbua devient l'Oba du Bénin vers 1550 apr. J.-C., succédant à son père. Il hérite d'un royaume étendu et souhaite perpétuer la politique de son père et contribuer davantage à son expansion. À la suite de la succession, plusieurs villes et villages tributaires refusent de payer leur tribut annuel et il lève les troupes pour marcher contre eux. La tension militaire dans la région s'élève, tout comme les intérêts commerciaux avec les Européens, si bien qu'il doit rivaliser avec les autres États tels qu'Oyo, Allada et Warri . Le royaume du Bénin est alors un royaume qui repose sur ses capacités militaires et commerciales grâce à l'accès à la mère. Orhogbua se concentre sur ces deux forces et les consolide par deux actions spécifiques.

#### Fondation de Lagos
Afin de renforcer son emprise territoriale, il établit un camp militaire sur l'île de Lagos, nommé Èkó , signifiant « camp de guerre » en Edo. Ce camp permet de maintenir le contrôle sur le commerce de la région et d'attaquer les ennemis. Il conquiert également une ville appelée Mahin et exécuta son roi, Olague. Il fait venir dans son camp des captifs des villes et villages voisins. Il nomme son petit-fils, Ashipa (appelé Esikpa par Jacob Egharevba), Eleko d'Eko, lui donnant autorité sur le camp et ses habitants. Il le nomme également vice-roi pour superviser la communauté et percevoir les hommages. Ashipa fonde une nouvelle dynastie royale à Lagos, connue sous le nom d'Oba de Lagos. Certaines traditions suggèrent qu'Ashipa est un descendant d'Orhogbua, tandis que d'autres suggèrent qu'il est un membre de la famille royale d'Isheri qui est récompensé par Orhogbua.

#### Relations européennes
Orhogbua mène des activités commerciales et diplomatiques avec les Européens, notamment les Portugais et les Britanniques. Les premiers commerçants anglais à visiter le Bénin en 1553 sont hébergés par ses soins, sous la direction du capitaine Charles Windham. Il rencontre plusieurs missionnaires portugais et espagnols qui visent à le convertir, lui et ses sujets, au christianisme. Il refuse leur mission ainsi que les nouvelles rencontres proposées ultérieurement. Il refuse d'interférer avec les rites et coutumes locales, tels que les rites funéraires, les cérémonies d'État et les rites d'initiation. Il tolère les quelques chrétiens béninois dans son royaume mais ne leur permet pas de baptiser ses enfants et leurs épouses.
Orhogbua introduit le sel de cuisine indigène au Bénin, obtenu à partir de la mer ou des marais salants. Il meurt en 1578 et son fils, Ehengbuda, lui succède.

## Postérité
Orhogbua contribue à l'expansion de l'Empire du Bénin et au développement du commerce dans la région. Il soutient les arts et les sciences, ainsi que l'éducation et la culture. Sous son règne, de très nombreux bronzes du Bénin sont produits afin de commémorer les différents oba qui le précèdent. Il fonde le camp Eko et la dynastie oba de Lagos à Lagos. Il a un impact sur l'histoire et la culture d'autres États voisins, tels que Warri, Mahin et Isheri.
Les descendants d'Orhogbua continuent sa lignée et son règne au Bénin et à Lagos. Son fils, Ehengbuda, lui succède comme oba du Bénin. Son petit-fils, Ashipa, donne naissance à la dynastie des oba de Lagos.